# Palimadár
A Palimadár (Bird on a Wire) 1990-ben bemutatott amerikai akcióvígjáték. Főszerepben Mel Gibson és Goldie Hawn, rendezte John Badham.

## Cselekménye
|  | Alább a cselekmény részletei következnek! |

Rick Jarmin (Mel Gibson) 15 évvel ezelőtt tanúskodott egy FBI-tiszttel szemben, aki kábítószer csempészéssel foglalkozott. Rick a tanúvédelmi program keretében új személyazonosságot kapott és 1989-ben autószerelőként dolgozik egy detroiti benzinkútnál. Eugene Sorenson, az elítélt FBI-tiszt (David Carradine) 20 éves börtönbüntetést kap, de feltételesen 5 évvel hamarabb szabadul.
Ricket felismeri a volt menyasszonya, Marianne Graves, New York-i ügyvéd (Goldie Hawn) amikor annál a benzinkútnál áll meg tankolni, ahol Rick dolgozik, ő azonban úgy tesz, mintha nem ismerné fel a lányt. Erre a tanúvédelmi program miatt van szükség, ami előírja, hogy korábbi életével minden kapcsolatot meg kell szakítania, mivel az nyomravezetheti a bűnözőket.
Rick azért sem kereste a lánnyal a kapcsolatot, mert félt, hogy azzal bajba sodorja.
Sorenson a partnerével, Albert Diggs-szel (Bill Duke) együtt felveszik a kapcsolatot a kolumbiai megbízóikkal, akik csak azt kérik tőlük, hogy hallgattassák el Rick Jarmint, a tanút.
Rick az FBI-nak telefonál, ahol az derül ki, hogy a kapcsolattartó tisztje már nyugdíjba vonult és más vette át az ügyét. Az új ember, Joe Weyburn (Stephen Tobolowsky) azonban a bűnözők kezében van, akik azzal zsarolják, hogy 20 évvel azelőtt kábítószert adott el a rendőrség szigorúan őrzött raktárából. Ezért az FBI-tiszt megadja nekik a címet, ahonnan Rick telefonált, és az adatait törli az FBI számítógépes adatbázisából. Előtte azonban még az összes, korábban használt nevét, lakcímét, foglalkozását kimenti a maga számára egy flopilemezre.
Marianne este visszamegy a benzinkúthoz, ahová nem sokkal később megérkezik a két bűnöző. Rick néger főnökét lelövik, őt magát is megsebesítik. Marianne felveszi a kocsijába, miután bevallja, hogy tényleg Rick a neve.
Marianne ügyvéd lett, és van egy milliomos barátja (aki Rick szerint fegyverek, többek között napalmbombák eladásából szerezte a vagyonát, bár a lány úgy tudja, hogy a cége vegyszergyártással foglalkozik).
Egy hotelben szállnak meg, ahol már reggeli előtt megtalálják őket, ezért menekülniük kell.
Marianne hitelkártyájával ruhákat vesznek és kibérelnek egy lehajtható tetejű, sötétkék BMW-t. Az autót azonban már keresi a rendőrség (mivel a benzinkútnál megtalálják a főnöke holttestét, aki a lépcsőre ezt a nevet írta fel egy festékszóróval: „Billy Ray” – ez Rick Jarmin itt használatos neve) és üldözőbe veszik őket. Sikerül egérutat nyerniük, és komppal Racine-ba mennek, ahol Rick (más néven) korábban mint fodrász dolgozott. A műhely főnökénél zálogban hagyta a jegyzetfüzetét, mert 2000 dollárral tartozik neki. A főnök hajlandó odaadni a noteszt, ha Rick előbb rendezi a tartozást. A szemközti bankba mennek, hogy a hitelkártyával pénzt vegyenek fel, azt azonban időközben letiltották, ezért Rick felmarkol egy csomó készpénzt, és elmenekülnek a helyszínről. Visszaadja az adósságát és megkapja a noteszt. A notesza azért fontos Rick számára, mert abban van felírva Lou Baird, a korábbi kapcsolattartó tisztjének lakcíme, akit fel akar keresni, hogy tisztázza őt.
Egy távoli állatkórházba mennek (lopott motorral), ahol Rick korábban szintén dolgozott. Rachel Varney (Joan Severance), egy csinos, barna hajú nő fogadja őket, akivel Rick akkoriban szerelmi viszonyt folytatott. A nő házasság előtt áll, de még mindig hajlandó lenne Ricket visszafogadni, ő azonban  udvariasan elhárítja az ajánlatot. A lőtt sebét azonban szakszerűen ellátja, és kiveszi Rick fenekéből a még benne lévő golyót.
Egy fekete helikopterből lőni kezdenek rájuk, azonban Rachel puskával viszonozza a tüzet. A motorjukat kilövik, ezért egy egycsavaros repülőgéppel menekülnek. Rick egy függőleges forduló után a helikopter fölé kerül, aminek a lapátjai beleakadnak a gépe futóművébe, ezért a helikopter lezuhan és felrobban.
Egy ócska és koszos motelben szállnak meg (ahol a fürdőszobában csótány esik Marianne hajába). Itt előbb a lány jelenlegi barátjáról beszélgetnek, majd kibékülnek és szeretkeznek.
Marianne felhívja telefonon a barátját, hogy segítséget kérjen tőle, ő azonban az FBI-t hívja, ahol a korrupt rendőrtiszt fogadja a hívását.
Rick régi barátjához, Lou Baird-hez mennek St. Louisba, aki jelenleg egy állatkertben ténykedik, ahol valamikor Rick is dolgozott. Az öreg ügynök azonban szenilissé vált és nem emlékszik Rickre. Amikor a bűnözők megérkeznek a házhoz, Rick leküldi régi barátját és annak nővérét a pincébe, ők pedig Lou tanácsára a közeli állatkertbe menekülnek.
Itt Rick Marianne-t a vezérlőteremben helyezi el, ő maga pedig jobb híján egy kábítópisztolyt vesz magához.
Az állatkertnek ez a része egy hatalmas zárt terem, amit dzsungelnek rendeztek be, függőhíddal, vízeséssel. Lehetőség van arra is, hogy az állatok (majmok, tigrisek, oroszlánok, krokodilok, madarak) szabadon mozogjanak a számukra berendezett területen.
Rick arra kéri Marianne-t, hogy egy bizonyos gombot nyomjon meg, amikor ő jelez neki, mert ez a bejáratot világítja meg, ahol a bűnözők felbukkanása várható. Marianne azonban a bonyolult kapcsolótáblán nem emlékszik, melyik gombot kell megnyomnia, ezért a bűnözők be tudnak hatolni a területre, és Ricket egy automata fegyverrel el is találják.
Ő maga után csalja Albert Diggs-et, és az egyik általa kinyitott ketrecbe zárja, majd kiengedi a vadállatokat. Diggs-szel egy oroszlán végez.
Az FBI-tiszt Marianne-t akarja elkapni, ami majdnem sikerül is neki. Végül Rick-et kapja el, azonban nem sokkal később abba a medencébe esik, ahol a piranhák élnek.
Sorenson elkapja a lányt, és odahívja Rick-et, vagy ledobja a lányt a tigrisekhez. Rick ráugrik, Sorenson fegyvere leesik.
A díszletül szolgáló függőhídon verekszenek, ami nem bírja el kettejük súlyát és kettészakad. Az egyik felén lógnak, alattuk a tigrisek próbálják felugorva elkapni őket. Sorenson elmondása szerint 15 éve várt erre a pillanatra és megpróbálja lerúgni Ricket. Ő azonban észreveszi, hogy a függőhídból egy vezeték időnként a lenti elektromos kerítéshez ér. Úgy irányítja a leszakadt függőhíd lengését, hogy a vezeték hozzáérjen a kerítéshez és Sorensonhoz is. Őt magát is megrázza az áram, azonban csak Sorenson esik le a tigrisek közé.
Rick fejjel lefelé lóg a leszakadt függőhídon, a lány próbálja kihúzni, de túl gyenge hozzá. Rick házassági ajánlatot tesz neki, mire a lány erősen megrántja, és mindketten elesnek, de biztonságban vannak. Rick egy kis ideig viccből úgy tesz, mintha nem ismerné meg a lányt.
A zárójelenetben egy vitorlás hajón utaznak, aminek a vitorlájára az van írva: „Mister Wiggly” („Virgonc úr”).
|  | Itt a vége a cselekmény részletezésének! |

## Szereplők
| Szerep          | Színész            | Magyar hang     |
| --------------- | ------------------ | --------------- |
| Rick Jarmin     | Mel Gibson         | Koroknay Géza   |
| Marianne Graves | Goldie Hawn        | Kovács Nóra     |
| Eugene Sorenson | David Carradine    | Szokolay Ottó   |
| Albert Diggs    | Bill Duke          | Láng József     |
| Joe Weyburn     | Stephen Tobolowsky | Pathó István    |
| Rachel Varney   | Joan Severance     | Balogh Erika    |
| Marvin Larson   | Harry Caesar       | Szoó György     |
| Lou Baird       | Jeff Corey         | Kenderesi Tibor |
| Raun            | Alex Bruhanski     | Horkai János    |
| Scottie         | Wes Tritter        | Makay Sándor    |
| Mr. Takawaki    | Clyde Kusatsu      | Botár Endre     |

## Forgatás
A forgatás főként Brit Columbia területén zajlott (Kanada).
A sikátorban történő motoros üldözést Victoria BC-ben vették fel, a kínai negyedben.

## További tudnivalók
- A film címe egy Leonard Cohen számra utal, aminek a címe „Bird on the Wire”.
- Joan Severance és Mel Gibson a Halálos fegyver c. filmben is együtt játszanak.
- Az FBI számítógépes adatbázisában Rick Jarmin az alábbi adatokkal szerepel (álnév, tartózkodási hely, foglalkozás):
  - Születési idő: 1954. december 2.
  - A tanúvédelmi programban való részvétel kezdete: 1973. június 4.
  - A tanú azonosítási száma: K239
  - Gordon Connover, Atlantic City, New Jersey, biztonsági őr
  - David Putnam, Hollywood, Kalifornia, Columbia Pictures (foglalkozása nem ismert) (Putnam valójában a Columbia Pictures igazgatója volt az 1980-as években.)
  - Nelson Poole, Cambridge, Massachusetts, eladó
  - Jean De Forett, Presque Island, Maine, favágó
  - Harding Bennett, Cleveland, Ohio, eladó egy fotós boltban
  - Monte Archer, Miami, Florida, eladó egy bikiniboltban
  - Matthew Carlson, Racine, Wisconsin, fodrász
  - Jodie Turnbull, Loyal, Wisconsin, egy állatkórházban dolgozik
  - St. Louis-i állatkert, (neve és foglalkozása nem ismert, valószínűleg Rick néven dolgozott)
  - Billy Ray Bowers, Detroit, Michigan, autószerelő

A film DVD-je Magyarországon 2008. március 18-án jelent meg (képarány: 16:9, hang: magyar DD 2.0, angol DD 2.0).